# 弗農哈科特山
72°32′S 169°55′E / 72.533°S 169.917°E

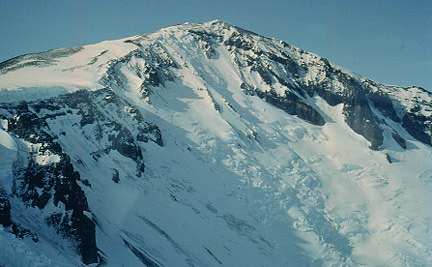

弗農哈科特山（Mount Vernon Harcourt），是南極洲的火山，位於維多利亞地的博克格雷溫克海岸，處於哈勒特半島中南部，埃里伯斯火山以南604公里，毗鄰羅斯海，海拔高度1,570米，在1841年1月由詹姆斯·克拉克·羅斯發現，山體在550至660萬年前形成，現時由南極條約體系管理。